# Lionel Snell
Lionel Snell, noto anche con lo pseudonimo di Ramsey Dukes (Kings Langley, aprile 1945), è un esoterista e scrittore britannico.
Ramsey Dukes è solo lo pseudonimo corrente e più conosciuto; si firmò anche Lemuel Johnston, Angerford and Lea, Adamai Philotunus e Per Anum Ad Astra. La sua rubrica satirica The Satanist's Diary fu pubblicata nella rivista Aquarian Arrow fra gli anni 1980 e gli inizi degli anni 1990, dove si firmò come The Hon Hugo C StJ l'Estrange e con altri pseudonimi che comparivano come collaboratori.

## Primi anni
Poco dopo la sua nascita, nel 1945 la famiglia si trasferì nel Gloucestershire. Nella sua giovinezza, Snell ottenne una serie di borse di studio che lo portarono all'Emmanuel College dell'Università di Cambridge, dove si laureò in Matematica Pura. I suoi articoli del 1972 su Austin Osman Spare nella Agape Occult Review e le sue teorie magiche formate in SSOTBME - An Essay on Magic e Thundersqueak lo portarono in contatto con il nascente movimento della magia del caos negli anni 1970 che si dimostrò terreno fertile per le sue idee, approfittando dello stile relativamente rigoroso e moderno della magia del caos, come descritta da Peter J. Carroll.

## Carriera
Nel 1977 eseguì un conosciuto, ma laborioso e poco spesso tentato rito chiamato l'opera di Abramelin.
Dal 1972 ha scritto e pubblicato diversi libri noti per il loro impatto sulla magia della fine del XX secolo. Words Made Flesh fu scritto con un punto di vista più filosofico ed è rilevante per lo schema originale sulla teoria magica del "modello dell'informazione", teorizzando come l'universo possa essere una realtà virtuale — così come mostrato in Matrix; è un esempio degli studi di Snell nelle relazioni fra magia e razionalismo.
Snell si è unito a diverse organizzazioni occulte come l'Ordo Templi Orientis e gli Illuminati di Thanateros.

## Opere
Alcuni suoi libri sono:
- SSOTMBE: An Essay on Magic, Its Foundations, Development and Place in Modern Life
  - Prima edizione: Mouse That Spins, 1975. ISBN 0904311015
  - Copertina rigida: Turner, 1979. ISBN 0904311090
- SSOTMBE Revised: An Essay on Magic. Mouse That Spins, 2002. ISBN 0904311082
- Thundersqueak, con Liz Angerford e Ambrose Lee. Mouse That Spins. ISBN 0904311120 (terza edizione, 2003)
- Words Made Flesh, Mouse That Spins. ISBN 0904311112 (seconda edizione, 2003)
- BLAST Your Way to Megabuck$ with my SECRET Sex-Power Formula. Mouse That Spins. ISBN 0904311139 (seconda edizione, 2003)
  - BLAST... è stato pubblicato in tedesco come Zaster-Blaster, Zapp Dir den Weg zum GiGaGeld mit meiner GEHEIMEN SEX-KRAFT-FORMEL.
- The Good, the Bad the Funny, con Adamai Philotunus. Mouse That Spins, 2002. ISBN 0904311104
- What I Did in My Holidays: Essays on Black Magic, Satanism, Devil Worship and Other Niceties. Mandrake Press Ltd, 1999. ISBN 1869928520
- Uncle Ramsey's Little Book of Demons: The Positive Advantages of the Personification of Life's Problems. Aeon Books, 2005. ISBN 1904658091
- "How to See Fairies: Discover your Psychic Powers in Six Weeks". Aeon Books, 2011. ISBN 9781904658375
- Hellgate Chronicles